# Air France-KLM
Air France-KLM (Euronext: AF, AFA), är ett europeiskt flyg-holdingbolag som skapades 2004 då Air France och KLM gick ihop och bildade världens största flygbolagskoncern. Bolaget lyder under fransk lag och huvudkontoret finns på Paris-Charles de Gaulle flygplats nära Paris.
VD för bolaget är Jean-Cyril Spinetta.
Den 3 oktober 2023 meddelades det att Air France-KLM, tillsammans med investmentbolaget Castlelake, Lind invest och danska staten går in som nya storägare i SAS.